# Las paradojas del Sr. Pond
Las paradojas del Sr. Pond (The Paradoxes of Mr. Pond) es una colección de cortas novelas policiacas escritas por G. K. Chesterton y publicadas en 1936, poco después de su muerte. Las historias giran en torno a un funcionario público llamado «el Sr. Pond»; nunca se dice su nombre de pila. Se le describe como un hombre común y con un gran parecido a un pez que tiene la costumbre de decir paradojas en medio de sus conversaciones causando que muchos lo crean demente. Según Sir Hubert Wotton (uno de los personajes), el Sr. Pond no dice estas paradojas para sorprender a la gente, pues incluso parece que él no se da cuenta de lo extraño de sus discursos, pero detrás de cada paradoja hay una aventura de la vida del Sr. Pond.

## Personajes
Los personajes principales del libro son el Sr. Pond y sus amigos: el capitán Gahagan, un irlandés fanático de Shakespeare, y Sir Hubert Wotton, un funcionario del gobierno. También aparecen en más de un capítulo Violeta Varney, una actriz, y su hermana Joan, novia (y más tarde esposa) del capitán Gahagan.

## Historias

### Los tres jinetes del Apocalipsis
La paradoja se presenta cuando una discusión informal empieza a tratar de la política europea del momento, y el Sr. Pond empieza a hablar sobre un episodio ocurrido durante una guerra entre los prusianos y polacos. El hecho, insiste Pond, es que los soldados prusianos eran muy obedientes. El mariscal von Grock fracasó en su intento de ejecutar a un poeta polaco muy influyente de nombre Paul Petrowski, porque dos de sus soldados hicieron precisamente lo que él les pedía:

Todo fracasó porque la disciplina era excelente. Los soldados de Grock le obedecieron demasiado bien; por eso no logró lo que se propuso. Es un hecho militar que Grock fracasó porque dos de sus soldados le obedecieron. Es un hecho militar que habría triunfado si uno de ellos le hubiera desobedecido.
G. K. Chesterton, Las paradojas del Sr. Pond, 1936

### El crimen del capitán Gahagan
El capítulo comienza con el Sr. Pound siendo entrevistado por una locuaz periodista estadounidense que no puede terminar una frase sin interrumpirla. Esto proporciona una pista para el Sr. Pond cuando un abogado acusa al capitán Gahagan de asesinar al señor Feversham, su cliente y marido de una mujer con quien Gahagan había pasado mucho tiempo. Después de oír la historia del abogado sobre lo que dijo Gahagan al salir de la casa de las Varney, el Sr. Pond presenta la paradoja: Gahagan dijo exactamente lo mismo a las tres testigos, a pesar de sus declaraciones contradictorias.

### Cuando los médicos están de acuerdo
La paradoja es que «dos hombres que llegaron a estar tan completamente de acuerdo que lógicamente uno mató al otro; pero por regla general...» La historia comienza después de haber comentado sobre un acuerdo entre los polacos y los lituanos sobre Vilna, y el Sr. Pond lo relaciona con Tweedledum y Tweedledee (que estuvieron de acuerdo en enfrentarse en una lucha). Así es como termina contando esta historia de moralidad que llega a un final abrupto.

### Pond el Pantaleón
El Sr. Pond presenta la paradoja a Gahagan: «que relativamente el lápiz era rojo...y por eso hacía trazos tan negros», pero Gahagan decide ir en busca de Wotton para saber su explicación. Wotton cuenta la historia de cómo Pond salvó a Inglaterra, en donde estuvo a punto de morir después de que le dispararan cinco veces en la sala de espera de una estación de tren, todo por el «lápiz» que hizo los «trazos negros».

### El hombre indecible
Durante una discusión sobre la deportación, Pond menciona a un hombre que era tan admirado que los funcionarios del gobierno deseaban deportarlo, pero no pudieron. En los tiempos en que París tenía un gobierno opresivo y un movimiento revolucionario activo, el Sr. Louis se sienta en la plaza central y entretiene a todos los presentes. Su identidad es un secreto bien guardado, pero el Sr. Pond logra adivinar de quién se trata.

### Anillo de enamorados
Esta historia se centra en el capitán Gahagan, descrito por el Sr. Pond como un «hombre veracísimo porque dice mentiras desmesuradas e imprudentes». Entonces el capitán cuenta una historia cierta sobre una espantosa cena que terminó con una muerte, y explica la forma en que esta le llevó a proponer matrimonio a la mujer que ama.

### El terrible trovador
La paradoja es que «en la naturaleza hay que buscar en un nivel muy inferior para encontrar cosas que lleguen a un nivel tan superior». En este caso no es el Sr. Pond el que la propone, sino su amigo el Dr. Paul Green. Green presenta al vicario de Hanging Burgess, quien acusa al capitán Gahagan de, hace muchos años, haber asesinado a un rival en el amor, haber lanzado el cuerpo al río y luego huir. Con la descripción dada por el vicario, quien presenció todo ese suceso, el Sr. Pond adivina la verdad detrás de esto.

### Un asunto de altura
El Sr. Pond, Sir Hubert Wotton, el capitán Gahagan y su nueva esposa Joan están discutiendo sobre el trato de los judíos en Alemania. Entonces el Sr. Pond recuerda un incidente en la última guerra, cuando un judío que había adoptado un nombre alemán era sospechoso de ser un espía. Él describe la persecución de los funcionarios por los «espía-maníacos», que informaban de todo tipo de comportamiento «sospechoso», mientras que los verdaderos espías pasaban inadvertidos, incluyendo al espía que «era demasiado alto para ser visto».